# Regine Heitzer
Regine Heitzer (ur. 16 lutego 1944 w Wiedniu) – austriacka łyżwiarka figurowa, startująca w konkurencji solistek. Wicemistrzyni olimpijska z Innsbrucka (1964) i uczestniczka igrzysk olimpijskich (1960), trzykrotna wicemistrzyni świata (1963–1965), dwukrotna mistrzyni Europy (1965, 1966) oraz 7-krotna mistrzyni Austrii (1960–1966). 
Po zakończeniu kariery amatorskiej występowała w rewiach łyżwiarskich: wiedeńskiej oraz Holiday on Ice w latach 1967–1971. Była zmuszona zaprzestać wyczynowej jazdy na łyżwach z powodu operacji kolana. Jej ostatnim występem łyżwiarskim był pokaz promujący mistrzostwa świata 1979 w parze z Emmerichem Danzerem. 
W 1971 roku przejęła rodzinny biznes – hurtownię tkanin w Wiedniu, a następnie przekształciła ją w sklep meblowy w którym pracowała do momentu przejścia na emeryturę w 2010 roku.

## Osiągnięcia
| Zawody               | 57–58          | 58–59          | 59–60          | 60–61          | 61–62          | 62–63          | 63–64          | 64–65          | 65–66          |                |                |                |                |                |                |                |                |
| Międzynarodowe       | Międzynarodowe | Międzynarodowe | Międzynarodowe | Międzynarodowe | Międzynarodowe | Międzynarodowe | Międzynarodowe | Międzynarodowe | Międzynarodowe | Międzynarodowe | Międzynarodowe | Międzynarodowe | Międzynarodowe | Międzynarodowe | Międzynarodowe | Międzynarodowe | Międzynarodowe |
| -------------------- | -------------- | -------------- | -------------- | -------------- | -------------- | -------------- | -------------- | -------------- | -------------- | -------------- | -------------- | -------------- | -------------- | -------------- | -------------- | -------------- | -------------- |
| Igrzyska olimpijskie |                |                | 7              |                |                |                | 2              |                |                |                |                |                |                |                |                |                |                |
| Mistrzostwa świata   | 12             | 7              | 4              |                | 3              | 2              | 2              | 2              |                |                |                |                |                |                |                |                |                |
| Mistrzostwa Europy   | 8              | 5              | 2              | 2              | 2              | 3              | 2              | 1              | 1              |                |                |                |                |                |                |                |                |
| Krajowe              |                |                |                |                |                |                |                |                |                |                |                |                |                |                |                |                |                |
| Mistrzostwa Austrii  |                |                | 1              | 1              | 1              | 1              | 1              | 1              | 1              |                |                |                |                |                |                |                |                |

## Nagrody i odznaczenia
- Odznaka Honorowa za Zasługi dla Republiki Austrii – 1966[3]